# BookFi
BookFiはロシアを本拠とする電子書籍図書館であり、2010年の早い時期にSPbSU Mastersによって構築された。
プロジェクトの主な目的は、最も完全な非営利のオンライン図書館を作ることである

。
BookFiは、大手出版社のエルゼビアがニューヨーク地方裁判所に訴えたため一時的にインターネット上から消えたことがあった。
しかしオープンソース運動とフリーカルチャー運動を信じる他のパートナーと共にBookFiは、学術的な研究へのアクセスは大手学術出版社に値札を付けてコントロールされるべきではないと信じる多くの科学者や学者から、すぐにサポートを得た。
これにより、BookFiは裁判所の命令の数日後には運営を再開した
。

## 関連記事
- Sci-Hub